# Zambiana usambaricus
Zambiana usambaricus là một loài bọ cánh cứng trong họ Cerambycidae.